# Gashapon

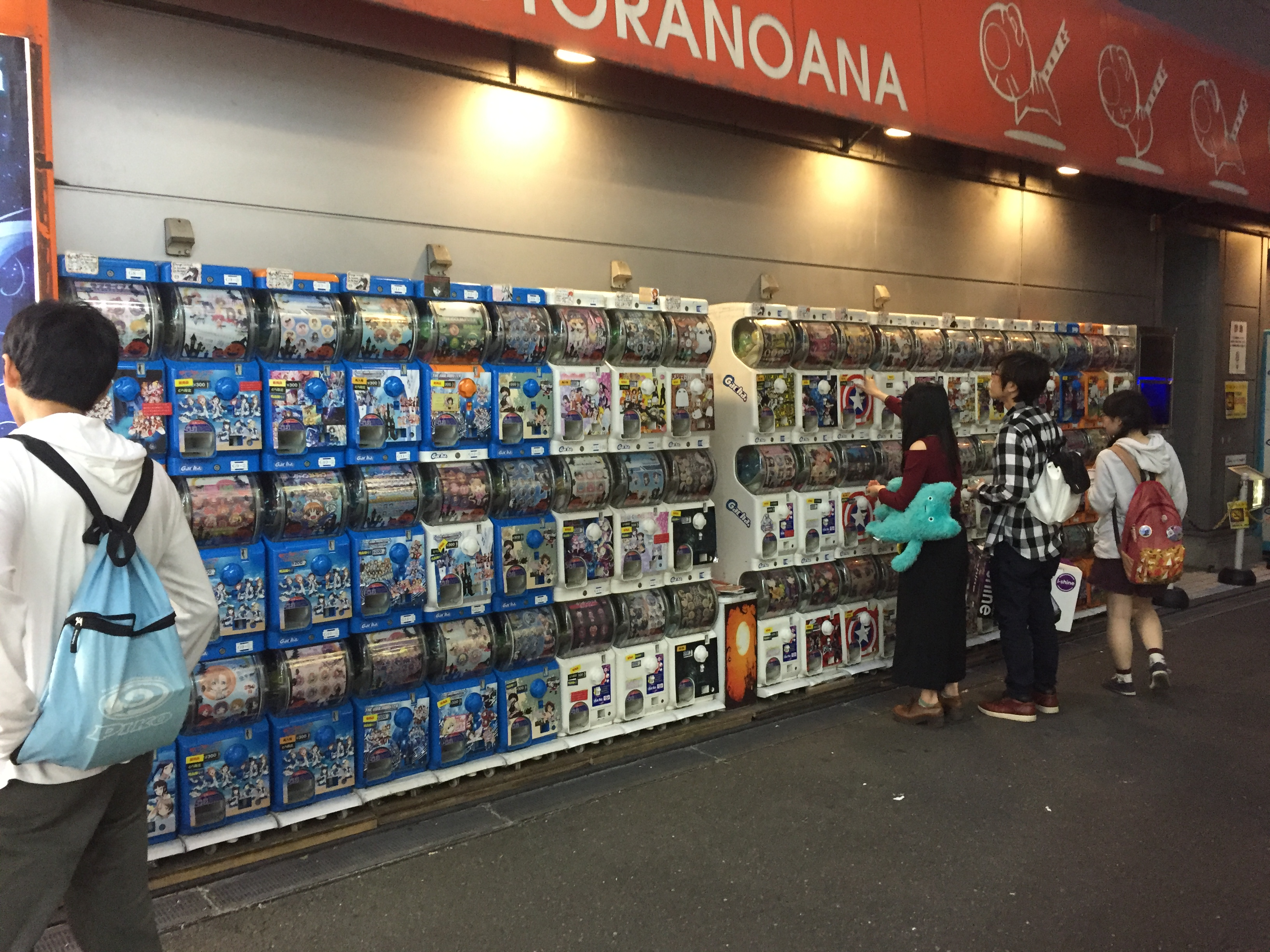
Machines gashapon à Akihabara.

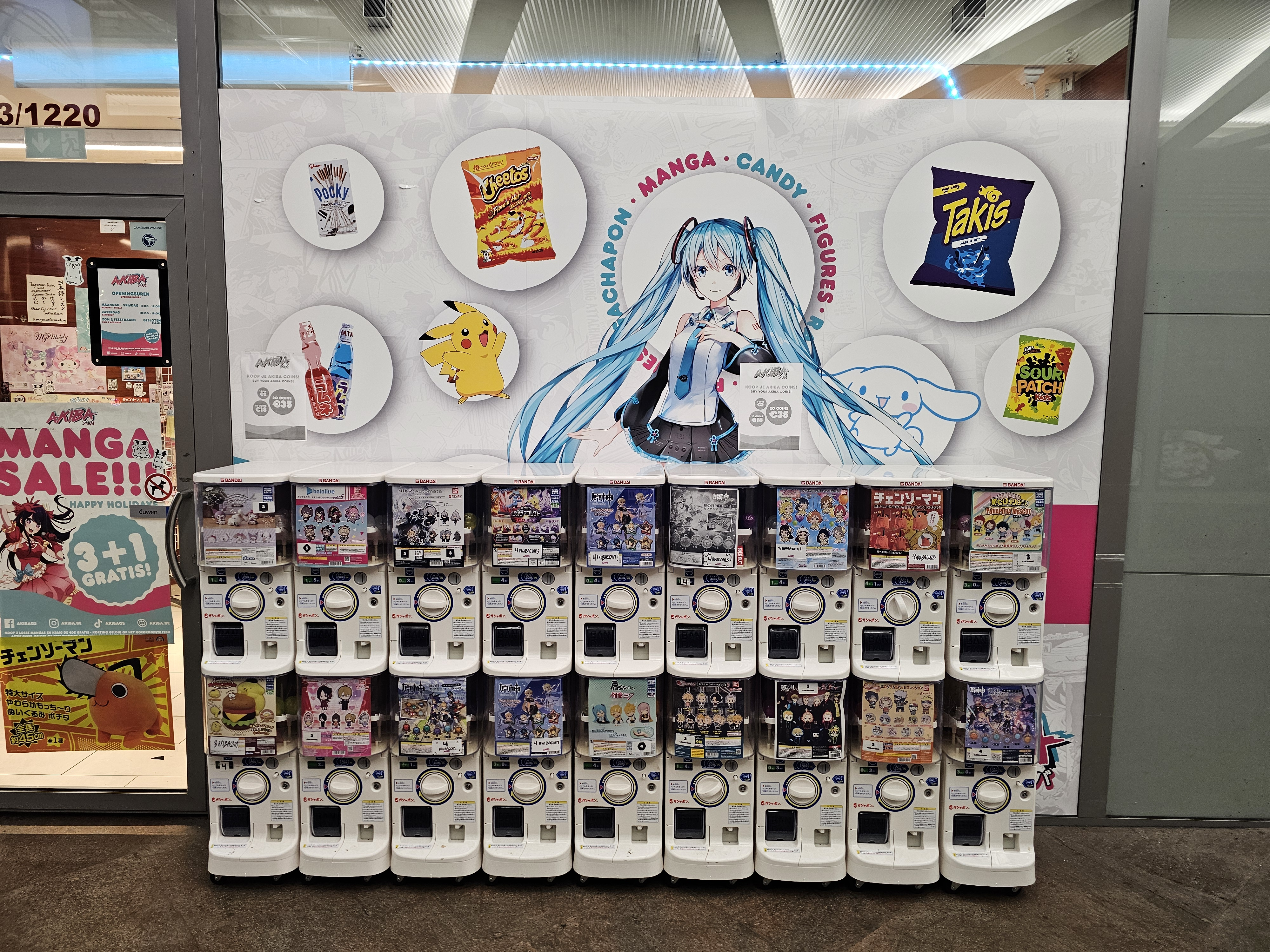
Machines gashapon à la gare d'Anvers-Central (Belgique).

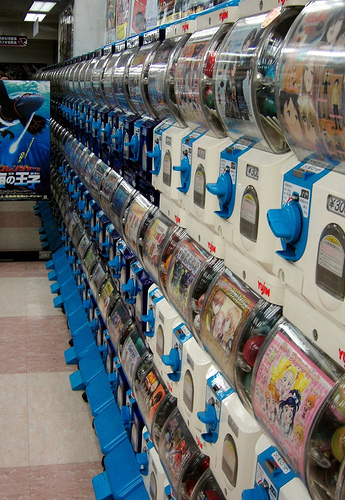
Machines gashapon.

Au Japon, un gashapon (ガシャポン) ou gachapon (ガチャポン) ou gacha-gacha (ガチャガチャ) est à la fois une machine à pièces distribuant des jouets dans des capsules, et les jouets qu'elle distribue.

## Étymologie
Il s'agit d'un mot-valise japonais issu de la contraction de deux onomatopées, correspondant chacune à un son : 
- « gasha » ou « gacha » pour le son du tour de manivelle d'une machine distributrice ;
- « pon » pour le son de la capsule tombant dans le réceptacle de la machine.

## Historique
Les distributeurs gacha-gacha sont apparus au Japon en 1965 devant les magasins de bonbons de quartiers, en provenance des Etats-Unis, et ont rapidement eu du succès. Cet équipement est assez semblable à la « tirette-surprise » très largement connue en France dans les années 1970[réf. souhaitée].
Gashapon est la marque de distributeurs de jouets en capsule créée par Bandai en 1977. En mars 2005, Bandai totalisait plus de 2,2 milliards de jouets vendus ainsi, et détenait alors 65 % du marché.
Selon la Japan Gachagacha Association, le marché des jouets en capsules vaut en 2021 près de 40 milliards de yens (293 millions d’euros) à l'année, avec une augmentation de 50 % en dix ans. Les principaux distributeurs tels que Bandai ou Takara Tomy Arts représentent environ 60 % du marché, les nouvelles compagnies ayant réussi à prendre des parts de marché importantes depuis quelques années. Près de 300 nouveaux produits sont mis sur le marché chaque mois, vendus dans près de 600 000 machines partout dans le pays.

## Usage
Les jouets sont le plus souvent des figurines issues du merchandising de l'industrie des mangas et des séries animées japonaises, dont elles représentent les personnages. Les figurines, d'une dizaine de centimètres, sont en plastique et généralement destinées à servir de bibelots ou de porte-clés.
Il n'est pas rare au Japon de voir s'aligner près des magasins de jouets des dizaines de machines, chacune distribuant les figurines d'une série télévisée différente.

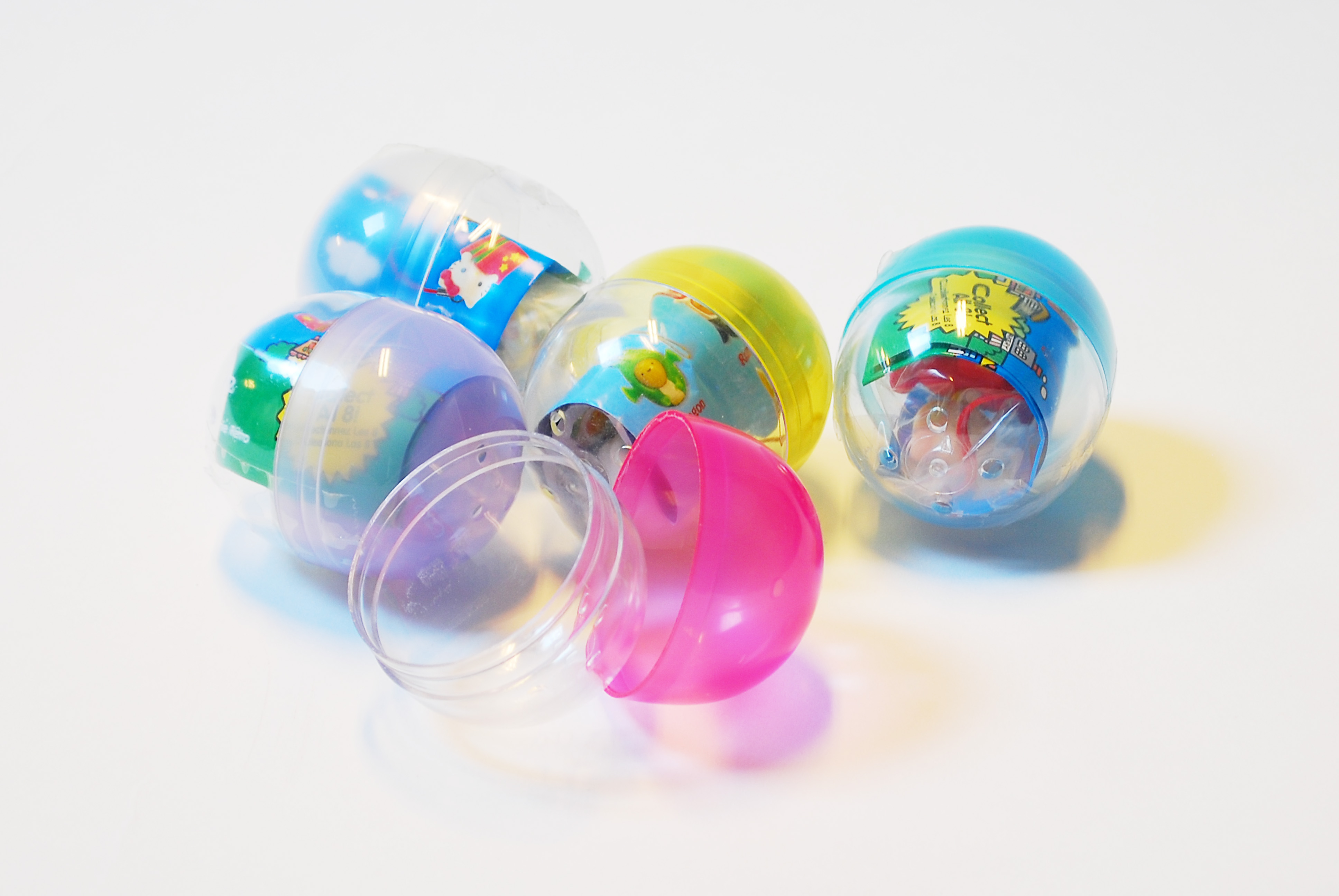
Exemple de capsules gashapon.

Chaque machine distribue un certain nombre de figurines à collectionner. Comme elles ne permettent d'obtenir les figurines qu'au hasard, l'acheteur insère sa monnaie en espérant obtenir la figurine qu'il désire, au risque d'en obtenir une qu'il ne désire pas. Ainsi, même si le coût des gashapon est relativement bas (300 à 500 yens, soit entre deux et quatre euros), le fait de devoir essayer plusieurs fois rend leur usage relativement cher.
Il est cependant possible de compléter sa collection à moindre frais, car certains magasins de jouets peuvent vendre toutes les figurines d'une série à un prix légèrement supérieur, et certains magasins d'occasion offrent des figures qui ne sont plus en vente dans les machines, à des prix variables selon leur rareté.